# Toyota MR
La Toyota MR est un modèle d'automobile construit par Toyota. Elle est appelée Toyota MR2 partout dans le monde, sauf dans les pays francophones, où commercialement l’appellation MR2 laisse à désirer.
MR2 signifie « Midship Runabout 2 » souvent mépris pour « Middle Rear »  en référence à la position du moteur.

## Première génération: MR2 MkI (W10; 1984-1989)
Toyota a présenté la première génération de MR2 en 1984, en lui attribuant le code modèle «W10». Lorsqu'elle était équipée du moteur 3A de 1,5 litre, elle était connue sous le nom de «AW10». De même, la version 4A de 1,6 litre est identifiée par le code «AW11».
Tous les marchés n'ont pas eu droit à cette première MR. La France, par exemple, n'a jamais importé ce modèle.
Au Japon, la MR2 a été commercialisée exclusivement via le Toyota Auto Store et le Toyota Vista Store, tous deux rebaptisés en 1998 Netz Toyota Store. Lors de son lancement en 1984, la MR2 a remporté le prix de la voiture de l'année au Japon.

### Conception
Dès 1976, Toyota a commencé à planifier le concept d'un véhicule biplace à moteur central. Ce concept de véhicule s'inspire fortement des petits coupé européens à moteur central comme les Lotus ou plus précisément la Fiat X1/9, apparue à l'automne 1972, mais avec pour objectif de construire un nouveau véhicule techniquement supérieur. La MR2 était destinée à combiner la conception et les caractéristiques de conduite d'une voiture de sport avec la fiabilité d'un véhicule de tous les jours.
Toyota a conçu la MR2 pour accueillir un moteur de 2 litres, ses principales caractéristiques étant sa carrosserie légère (jusqu'à 950 kg) au Japon et (1 066 kg aux États-Unis), sa maniabilité robuste et son moteur de petite cylindrée à faible puissance. La voiture est souvent appelée AW11, en référence au code de châssis des versions à moteur A de 1,6 litre les plus courantes.
La suspension et le châssis de la MR2 ont été conçues par Toyota avec l'aide de l'ingénieur de Lotus Roger Becker. La coopération de Toyota avec Lotus pendant la phase de prototype peut être observée dans l'AW11, et elle doit beaucoup aux voitures de sport Lotus des années 1960 et 1970. Des éléments techniquement éprouvés de la Toyota Corolla ont été utilisés et combinés à une répartition du poids favorable et à un châssis sport avec jambes de force MacPherson à l'avant et à l'arrière. La technologie de suspension active de Toyota, appelée TEMS, n'a pas été installée. Avec cinq cloisons structurelles, la MR2 était assez lourde pour une deux places de sa taille.
La MR2 était disponible de novembre 1984 à septembre 1989 avec un toit Targa et en coupé, le coupé étant livré en Europe à partir de mars 1985 avec un toit en verre amovible.

### Carrosserie
Le modèle était disponible en deux carrosseries (coupé ou T-top).

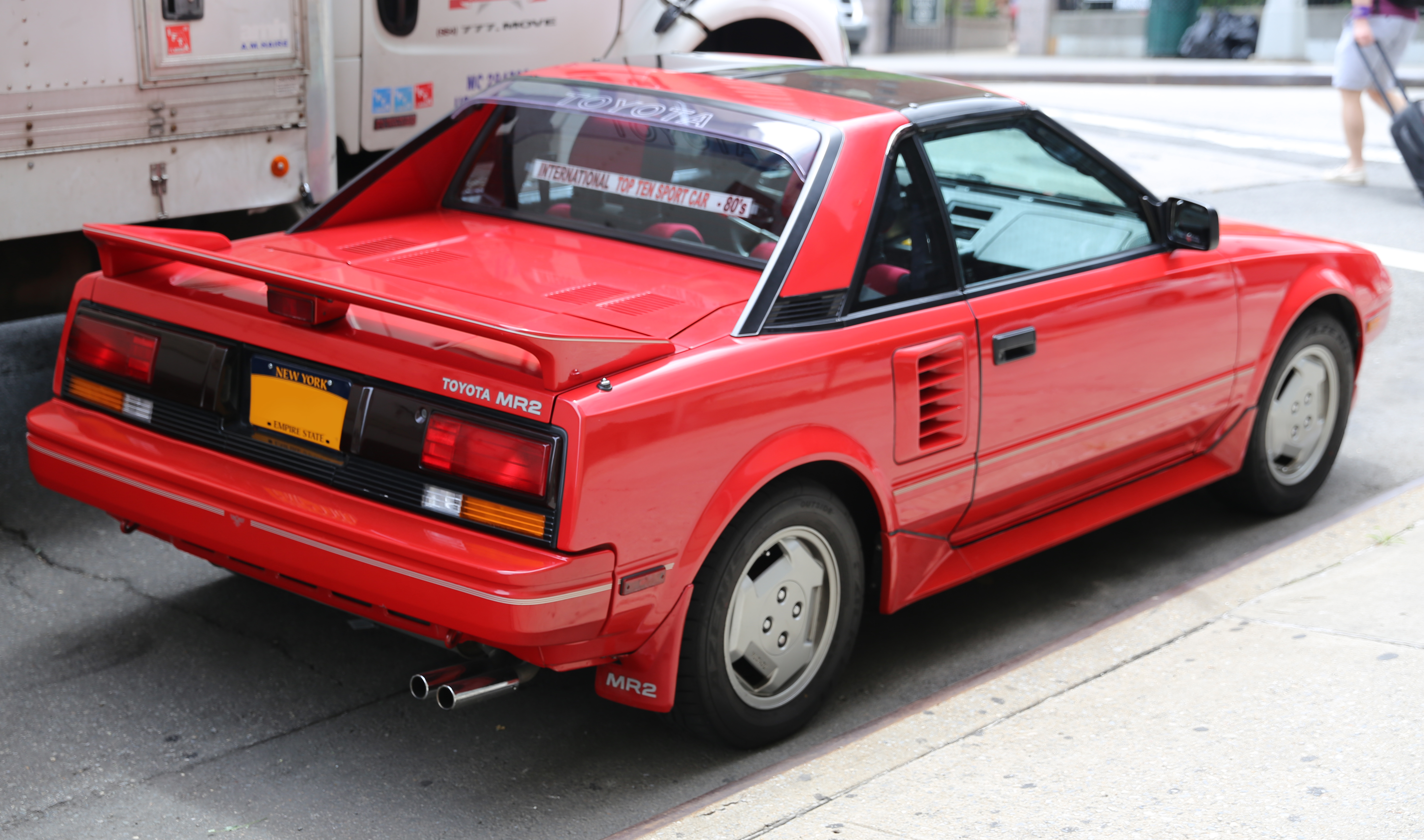
Vue arrière d'une MR2 américaine (4AGE) T-top

### Motorisation
Deux moteurs : un 1,5 litre et un 1,6 litre :
- 1,5 l carburateur (3A-L) 83 ch ; AW10 (pas en Europe)
- 1,6 l (4A-GELC) 116 ch (09/1987–09/1989 ; avec convertisseur catalytique)
- 1,6 l (4A-GEL) 124 ch (11/1984–03/1988 ; sans convertisseur catalytique)
- 1,6 l compresseur (4A-GZE) 145 ch (08/1987–09/1989 ; pas en Europe)

Le modèle de base AW10 était proposé au Japon avec le moteur 3A-U de 1 452 cm3 (1,5 L) plus économique et évalué à 83 cv.
Toyota a également utilisé le moteur atmosphérique 4A-GE de 1 587 cm3 (1,6 L) à quatre cylindres en ligne. Un moteur DOHC à quatre soupapes par cylindre, emprunté à la Corolla E80. Ce moteur était également équipé d'une injection électronique de carburant Denso et d'une géométrie variable d'admission T-VIS, donnant au moteur une puissance maximale de 116 ou 124 ch en Europe (avec ou sans convertisseur catalytique), 112 ch aux États-Unis, 128 ch au Royaume-Uni, 118 ch en Australie et 130 ch au Japon. Les modèles japonais ont ensuite été réduits à 120 ch. Une transmission manuelle à cinq rapports était de série, avec une boîte automatique à quatre rapports disponible en option.
En 1986 (1988 pour le marché américain), Toyota a introduit un moteur suralimenté pour la MR2. Basé sur le même bloc et la même culasse, le 4A-GZE était équipé d'un petit compresseur de type Roots et d'un échangeur thermique Denso. Le T-VIS a été éliminé et le taux de compression a été abaissé à 8:1. Il produisait 145 ch à 6 400 tr/min et 186 N⋅m de couple à 4 400 tr/min. Le compresseur était entraîné par courroie mais actionné par un embrayage électromagnétique, de sorte qu'il ne serait pas entraîné sauf en cas de besoin, augmentant ainsi l'économie de carburant. Le poids à vide a été augmenté jusqu'à 1 131 kg pour les modèles suralimentés, en raison du poids de l'équipement de suralimentation et d'une nouvelle transmission plus solide. Un sélecteur de carburant a également été ajouté sur certains marchés, pour permettre à la voiture de fonctionner avec du carburant sans plomb ordinaire si nécessaire. En plus du nouveau moteur, la MR2 SC était également équipée de ressorts plus rigides et recevait des roues spéciales en aluminium «en forme de larme». Le capot moteur avait deux évents surélevés (dont un seul était fonctionnel) qui le distinguaient visuellement des modèles à aspiration naturelle. Il était également siglé «SUPER CHARGER» sur le coffre arrière et les moulures de carrosserie derrière les deux portes. Ce modèle n'a jamais été proposé en dehors des marchés japonais et nord-américain, bien que certaines voitures aient été importées à titre privé dans d'autres pays.

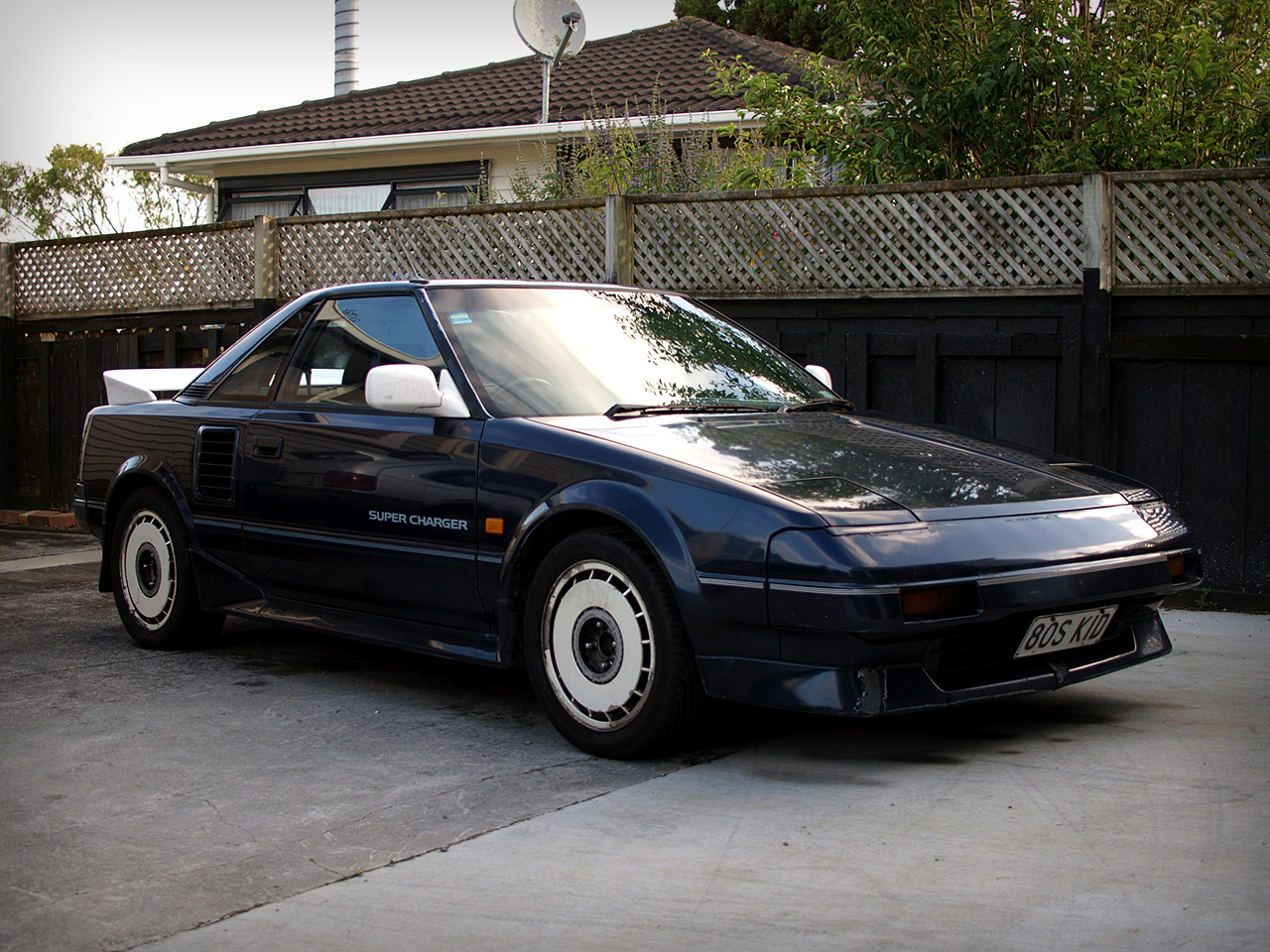
MR2 Supercharged

### Performance
Pour le 1.6 4A-GE les essais routiers ont donné des temps de 0 à 100 km/h dans la fourchette moyenne à élevée de 8 secondes et des temps au 400 m dans la fourchette moyenne à élevée de 16 secondes, nettement plus rapides que la Pontiac Fiero à quatre cylindres ou la Fiat X1/9,,. La vitesse de pointe est de 210 km/h.
Equipé du 1.6A-GZE, elle accélérait de 0 à 100 km/h entre 6,5 et 7,0 secondes,.

### Dimensions
La première MR mesure 3,92 m de long, 1,66 m de large et 1,25 m pour une masse de 920 kg minimum.

### Mise à jour
Les désignations MK1a et MK1b sont non officielles, mais elles sont fréquemment utilisées par les propriétaires et les vendeurs pour faire la distinction entre les premiers véhicules de production et les modèles restylés. Bien qu'il existe des différences considérables détaillées ci-dessous, la plus notable est que les composants de la suspension arrière ne sont pas interchangeables entre les versions MK1a et MK1b.

#### MK1a phase 1 - Juin 1984
Présentation originale
Juin 1985
- Modifications du modèle japonais :
  - Lancement du modèle suralimenté, proposé avec une boîte automatique à quatre rapports ou une boîte manuelle à cinq rapports
  - Option de toit en targa disponible
- Option de pare-chocs et de lèvre avant de couleur assortie, de bandes latérales, de garde-boue et de jupes latérales désormais disponibles
- Bavette garde-boue retirée pour les modèles équipés du « pack spoiler aérodynamique » car les jupes latérales sont sur toute la longueur
- Pare-soleil arrière avec logo TOYOTA ajouté au-dessus de la lunette arrière
- Troisième feu stop ajouté
- Option intérieure en cuir désormais disponible
- Volant moteur et embrayage plus grands de 212 mm pour les modèles à aspiration naturelle
- Barre anti-roulis arrière abandonnée sur les modèles nord-américains

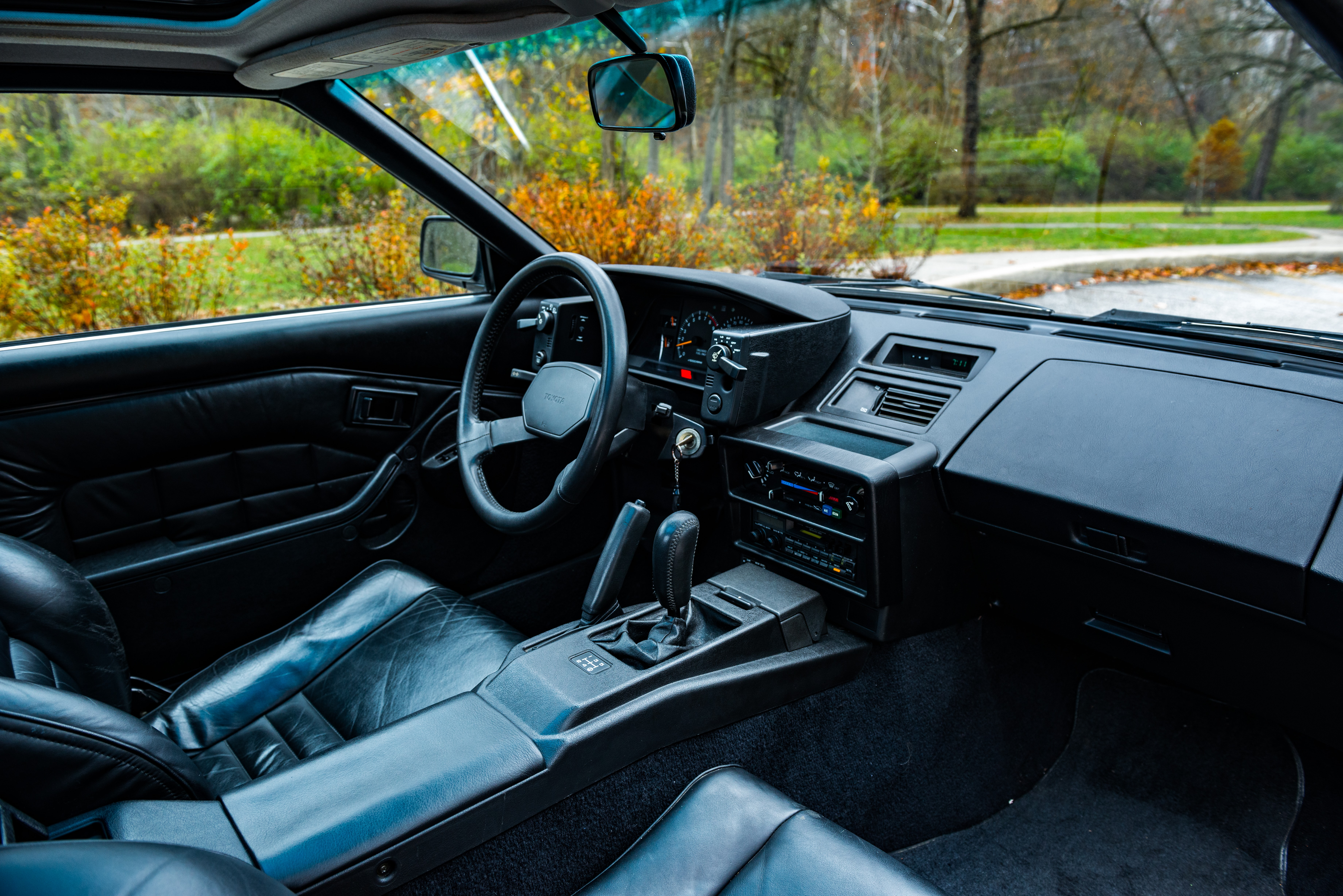
Habitacle d'une Mk1a

#### MK1b phase 2 – Août 1986
- Modifications apportées au groupe motopropulseur[12] :
  - Le moteur atmosphérique 4A-GE est désormais doté d'une structure à «7 nervures» ainsi que de bielles plus grandes de 42 mm. Le moteur nord-américain 4A-GE est également désormais évalué à 115 ch.
  - Le couvercle d'arbre à cames comporte désormais la mention «16 Valve» en rouge au lieu de bleu (à ne pas confondre avec le Smallport de troisième génération 4A-GE où le lettrage du couvercle d'arbre à cames comporte l'intégralité du «Twin Cam 16 Valve» en rouge)
  - Port EGR repositionné sur le collecteur d'échappement pour éviter les fissures
  - Composants internes de la transmission manuelle révisés.
  - Le filtre à air est redirigé vers le coffre et continue autour du coffre vers l'aération située sur le côté opposé du compartiment moteur.
- Modifications du châssis :
  - Légères modifications de la monocoque
  - Radiateur incliné vers l'arrière pour forcer l'air vers le bas de la voiture
  - Suspension arrière révisée
  - Disques de frein avant plus grands de 258 mm et arrière de 262 mm
  - Nouveaux feux arrière (les modèles britanniques ont conservé l'ancien design des feux arrière avec un réflecteur intégré différent)
  - Nouvelle lèvre avant et pare-chocs avant
  - Antenne radio déplacée vers le panneau arrière droit pour les modèles à toit ouvrant
  - Toit targa (T-Top) disponible en Amérique du Nord et en Europe
- Modifications intérieures :
  - Les modèles conduite à gauche ont désormais le frein de stationnement sur le côté droit
  - Nouvelle console centrale, accoudoir central
  - Serrure de boîte à gants
  - Radio double-DIN, haut-parleurs arrière ajoutés au montant C supérieur
  - Panneaux de porte, volant à trois branches, marquages de compteurs
  - Siège changé en velours unicolore et perforations ajoutées pour les sièges en cuir

1987

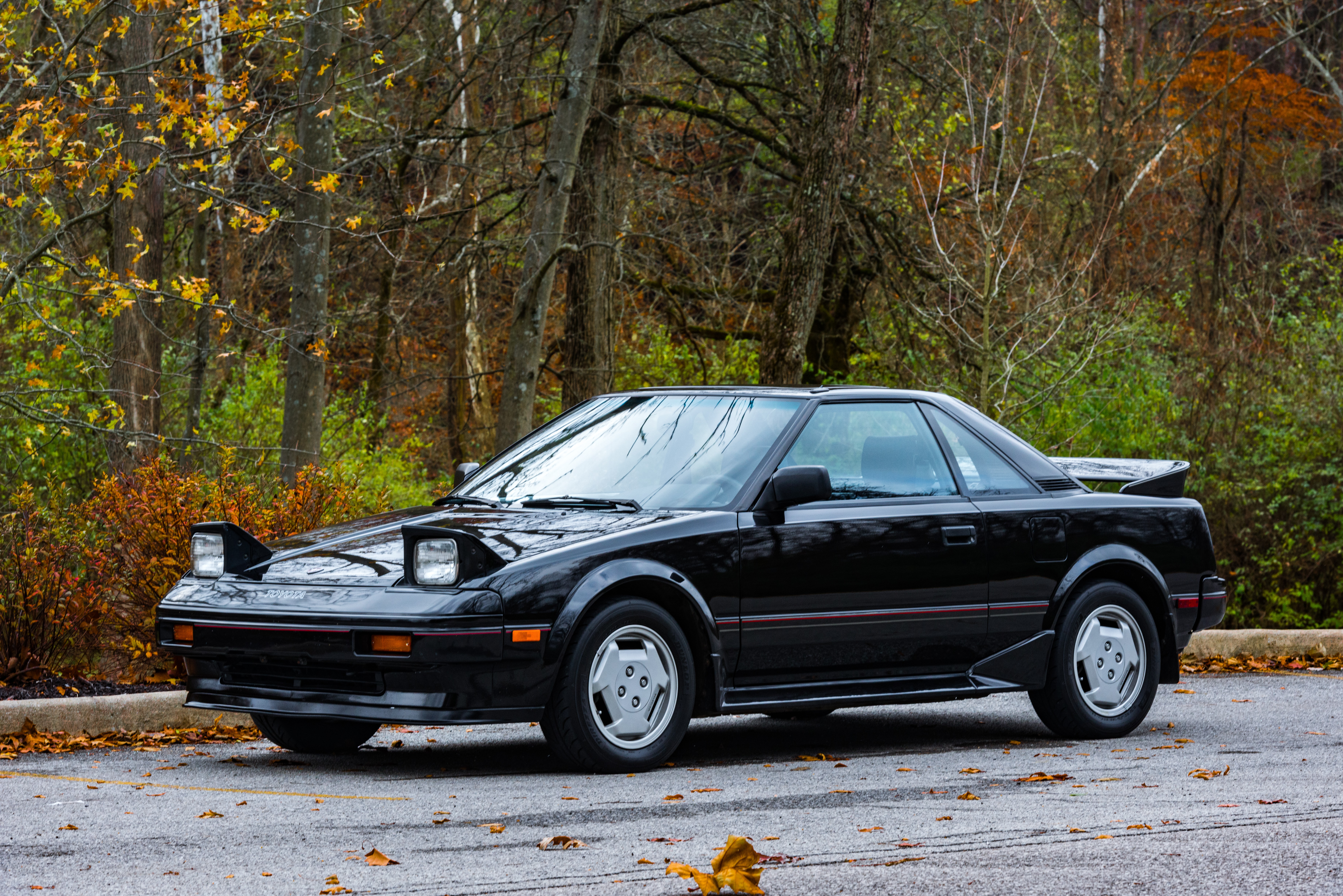
MR2 1986 version américaine avec les phares sortis

- Modèle suralimenté disponible en Amérique du Nord
- Rétroviseurs latéraux à code couleur et nouveau capot moteur pour les modèles suralimentés
- Les jupes latérales sur toute la longueur sont désormais de série sur tous les modèles
- Les conduites d'eau du radiateur d'habitacle sont passées de l'acier zingué au laiton[13]

1988 (année modèle 1989)
- Panneaux de verre du toit targa (T-Top) changés de fumé (transparent) à miroir (opaque)
- Code couleur des poignées de porte et des rétroviseurs latéraux pour tous les modèles
- Troisième feu stop à incandescence remplacé par une bande LED intégrée au spoiler arrière
- Des rétroviseurs extérieurs plus aérodynamiques sont introduits, avec un mécanisme de rétraction électrique en option
- Modèles nord-américains suralimentés équipés d'une barre anti-roulis arrière

Les changements dans les modèles 1985 et 1986 se sont produits en plusieurs parties. Au lieu d'un changement radical dans les modèles 1986 pour les mises à niveau MK1b, certaines pièces MK1a ont continué dans les premières voitures 1985 tandis que certaines pièces MK1b sont arrivées sur les voitures 1985 en option. Un exemple est que certaines voitures 1986 ont conservé l'ancien pare-chocs avant "plat" malgré les mises à niveau MK1b partout ailleurs sur la voiture. Certains moteurs à 7 nervures MY 1986 précoces étaient livrés avec l'ancien couvercle de soupape supérieur bleu. Cela a également été remarqué dans le retrait de la barre stabilisatrice arrière pour 1985. Certaines voitures 1985 ont une barre stabilisatrice arrière, tandis que les languettes de montage sur le boîtier de jambe de force étaient là soit pour les deux côtés, un seul côté, ou pas du tout selon le moment où Toyota a manqué d'anciennes jambes de force arrière avec languettes de montage lorsque la production a épuisé les pièces.

### Edition limitée
En 1988 et 1989, Toyota a produit deux dernières séries de production de MR2 «Super Edition» entièrement équipées, basées sur le modèle suralimenté du marché japonais, et vendues uniquement au Japon. La Super Edition de 1988 était une série de 300 unités, avait une peinture bicolore blanc/or, un verre bronze, des sièges uniques mi-cuir et mi-tissu, ainsi qu'un volant et un pommeau de levier de vitesses commandés par MOMO. Le modèle de 1989, une série de 270 unités, présentait une peinture spéciale Midnight Blue, le volant et le pommeau de levier de vitesses commandés par MOMO, des sièges Recaro «Milano» avec des panneaux de porte assortis. Le modèle de 1989 bénéficiait également de certaines des dernières options du modèle G-Limited, telles que le feu stop arrière à LED et des rétroviseurs plus aérodynamiques. Les deux modèles Super Edition avaient des décalcomanies uniques sur la visière arrière et les bandes latérales.

### Réception
Les magazines automobiles américains Road & Track et Car and Driver ont tous deux choisi la MR2 dans leur liste des «dix meilleures» voitures. Le magazine australien Wheels a choisi la MR2 de 1988 comme sa voiture de sport préférée. La MR2 a été élue voiture d'importation de l'année par Motor Trend en 1985. La MR2 figurait également sur la liste des dix meilleures voitures du magazine Car and Driver en 1986 et 1987. En 2004, Sports Car International a classé la MR2 au huitième rang de la liste des meilleures voitures de sport des années 1980.

### Compétition
Alors que les Celica de rallye à moteur avant et à propulsion arrière de Toyota se sont révélées dominantes dans les rallyes africains du Groupe B des années 1980, elles étaient désavantagées sur les étapes européennes plus sinueuses. Ainsi, Toyota Team Europe a lancé un projet de voiture de rallye en 1985, sous le nom de code « 222D », basé sur la MR2, pour la compétition en Groupe S et potentiellement en Groupe B. A première vue similaire à l'extérieur, il est clair que le prototype avait très peu de points communs avec la voiture de série, bien que les deux semblent partager le même plancher d'usine AW11. On ne sait pas grand-chose d'autre sur le projet car il n'a jamais concouru. Le Groupe B ayant été annulé en 1986, la réglementation proposée pour le Groupe S a subi le même sort, et les prototypes restants ont été réduits à l'état de pièces de musée et de collections privées. Onze prototypes auraient été fabriqués, dont huit ont été détruits lors des tests, ne laissant que trois exemplaires connus : deux en noir, un stocké dans les installations de Toyota Gazoo à Cologne et un vendu à un collectionneur privé en 2017, et un en blanc, avec un empattement allongé de 50 mm et une carrosserie de style plus productif situé à Tokyo.
Bien que la 222D soit encore un prototype, son développement a été très avancé avant que le Groupe B ne soit annulé. Sur les onze exemplaires construits, huit ont été détruits lors des essais, ce qui indique que Toyota envisageait de faire participer la 222D à la compétition. Cependant, l'empattement court s'est avéré être un défi lors des essais, car la 222D souffrait également d'un énorme décalage du turbo (comme la plupart des voitures du Groupe B de compétition), mais associé à l'empattement extrêmement court, il rendait la conduite à grande vitesse presque impossible. Le propriétaire de Toyota Team Europe, Ove Anderson, décrit : «On ne savait jamais ce qu'elle allait faire. Avec un empattement aussi court et une telle puissance dans une voiture aussi légère, elle pouvait changer de direction à tout moment, et sans aucun avertissement».
Lors d'une apparition surprise au Festival de vitesse de Goodwood 2006, Toyota a fait roulé et exposé une 222D noire. La voiture prête pour la course pesait environ 750 kg et son moteur turbocompressé à quatre cylindres monté transversalement (ce qui semble être un moteur de compétition 503E, bien que d'autres prototypes aient pu utiliser le 4T-GTE) aurait produit jusqu'à 750 ch,.

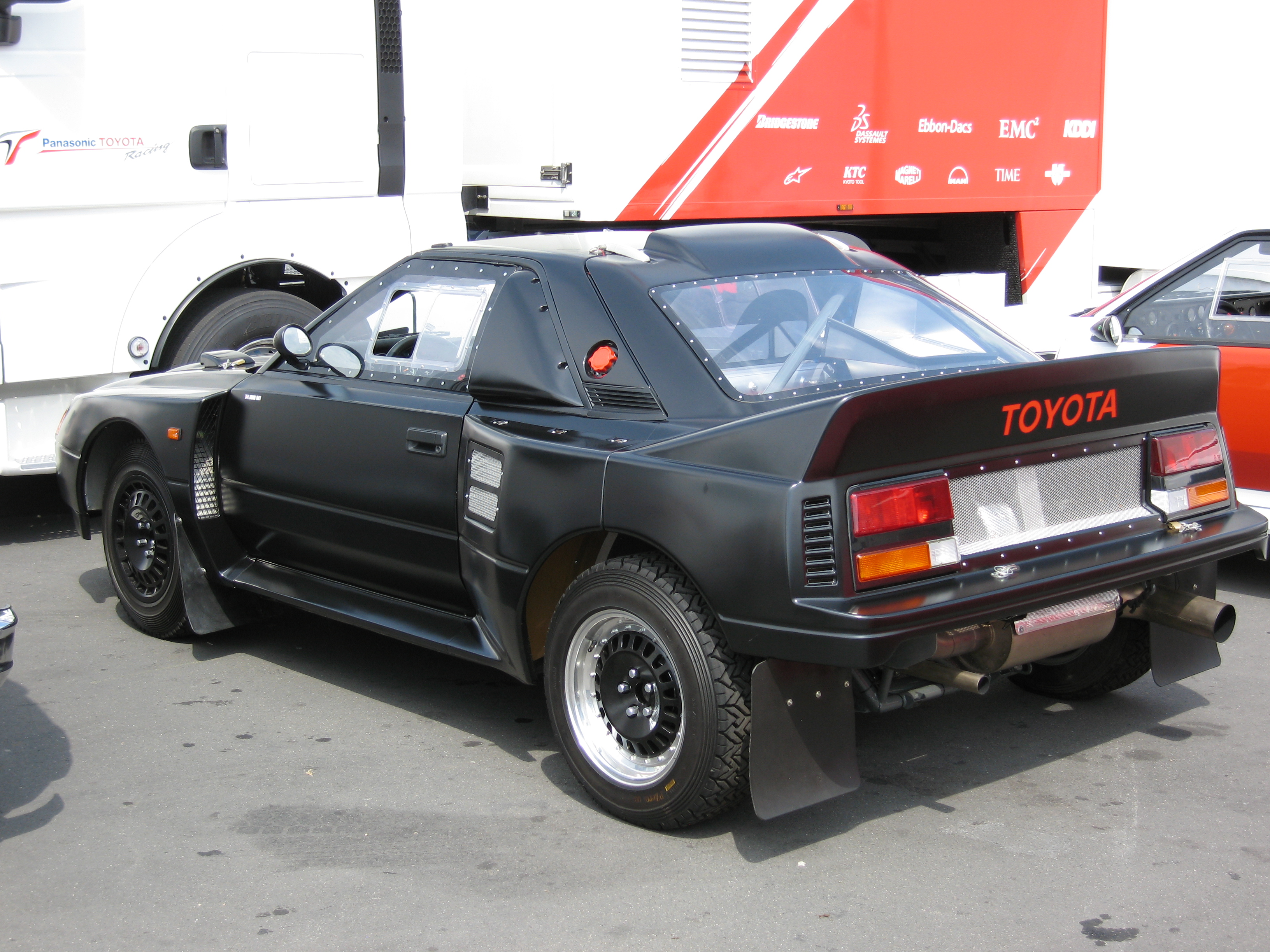
Toyota MR 222D vue arrière

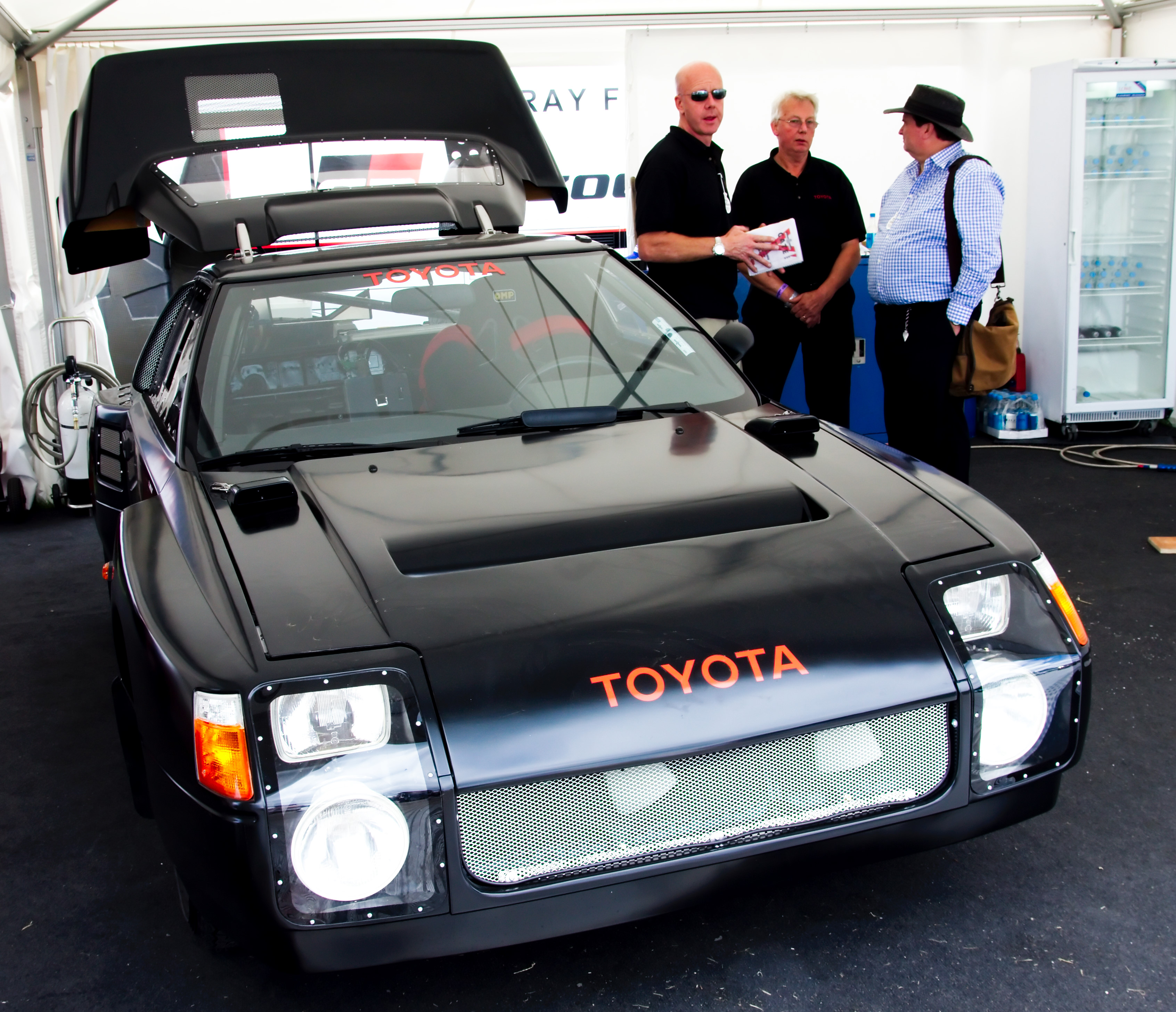
Toyota MR2 222D

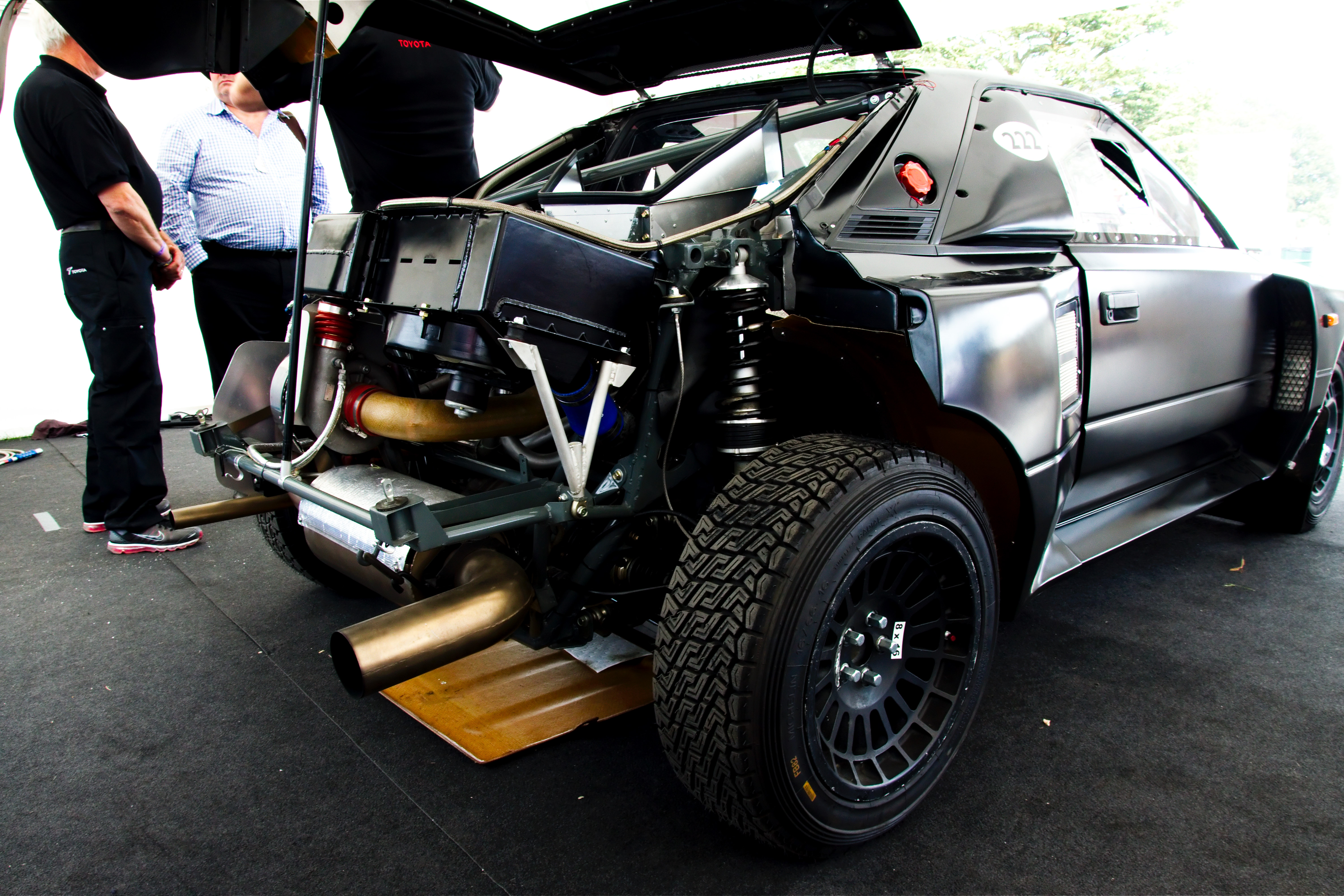
Compartiment moteur

## Deuxième génération: MR MkII (1989-1999)
En 1989, la seconde génération de Toyota MR (Type châssis SW20) est accessible sur le marché. Cette génération de Toyota MR sera produite jusqu'en 1999. Pendant ces 10 années de production, Toyota apporte des modifications aussi bien sur le châssis que sur le moteur. Les modifications sont identifiables sous l’appellation de « révision » : rev1, rev2, rev3, rev4 et rev5. Le premier modèle de cette seconde génération se nomme donc : Toyota MR2 MKII Rev1, le second modèle Toyota MR2 MKII Rev2.
Tous ces modèles seront produits en :
- coupé
- coupé avec toit ouvrant
- coupé targa

Selon les pays, quatre motorisations sont proposées :
- 2 litres 16 soupapes, moteur 3S-FE volant à droite uniquement
- 2 litres 16 soupapes, moteur 3S-GE
- 2,2 litres, moteur 5S-FE
- 2 litres turbo, moteur 3S-GTE, 0 à 100 km/h en 6 s et une vitesse de pointe de 250 km/h

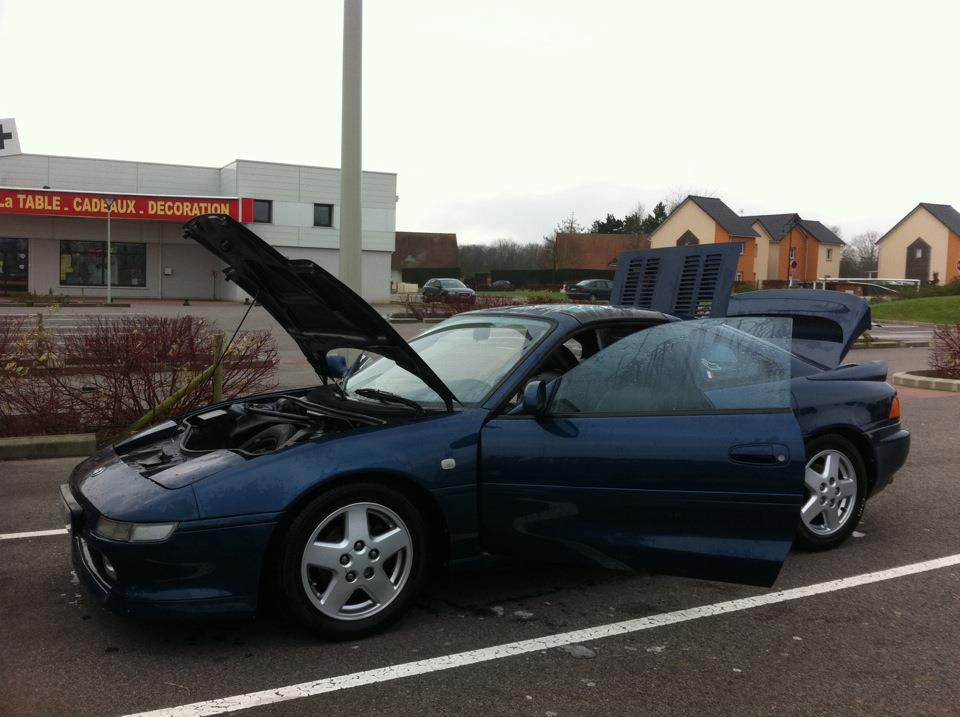
Toyota MR2 MK2 - portes ouvertes

Plus imposante que la première génération, la seconde génération de Toyota MR mesure 4,17 m de long, 1,70 m de large et 1,24 m de haut. Le poids atteint 1 145 kg, et jusqu'à 1 270 kg pour les 2.2 et 2.0 turbo.
Ce modèle a son anecdote : son créateur chez Toyota souhaitait mettre sur le marché une voiture permettant au pilote de connaitre ses limites, une petite sportive qui permettait à tout un chacun de s'initier au plaisir de la conduite en véhicule propulsion avec un moteur central-arrière.
Cette conception lui a valu le surnom de « Baby Ferrari » auprès de la presse anglaise ; la MR faisant fortement écho à la F348 et à la F355 dans son architecture.
Elle est par ailleurs la première génération de MR à être diffusée en France. La meilleure année de production de la MR2 est 1990, avec près de 18 000 modèles produits.
La version turbo n'a jamais été importée en Europe par Toyota. Elle présente des particularités intéressantes : les modèles prévus pour le marché américain disposaient de 204 ch d'origine, alors que les modèles destinés au marché japonais offraient 225 ch, puis 245 ch pour les dernières générations (à partir d'octobre 1993), le bloc moteur restant le même (3S-GTE).
Certains modèles turbo possèdent l'option Traction control qui permet une meilleure maîtrise de la puissance disponible aux roues arrière sur un sol détrempé, ou dans le cas de perte de motricité. Ces modèles profitent aussi d'un différentiel à glissement limité très efficace.
La MR deuxième génération était également disponible dans deux variantes peu produites et aujourd'hui très recherchées :
- Le Spider TRD : un modèle SW20 modifié par TRD au Japon, qui transformait ce coupé sport en cabriolet avec une capote souple rabattable. Ce modèle fut produit en très peu d'exemplaires, et moins d'une dizaine de voitures ont quitté le Japon pour l'exportation (la motorisation ne changeait pas et gardait le bloc atmosphérique d'origine 3S-GE).
- Les dernières générations de MR2 MKII atmosphériques (pour le Japon uniquement) disposaient d'une motorisation 3S-GE BEAMS (red top) : une technologie innovante qui améliorait sensiblement les performances du bloc 3sge à bas régime et la puissance totale. Il s'agit encore d'un modèle très rare et très recherché, mais uniquement disponible avec le volant à droite.

## Troisième génération: MR MkIII (1999-2007)

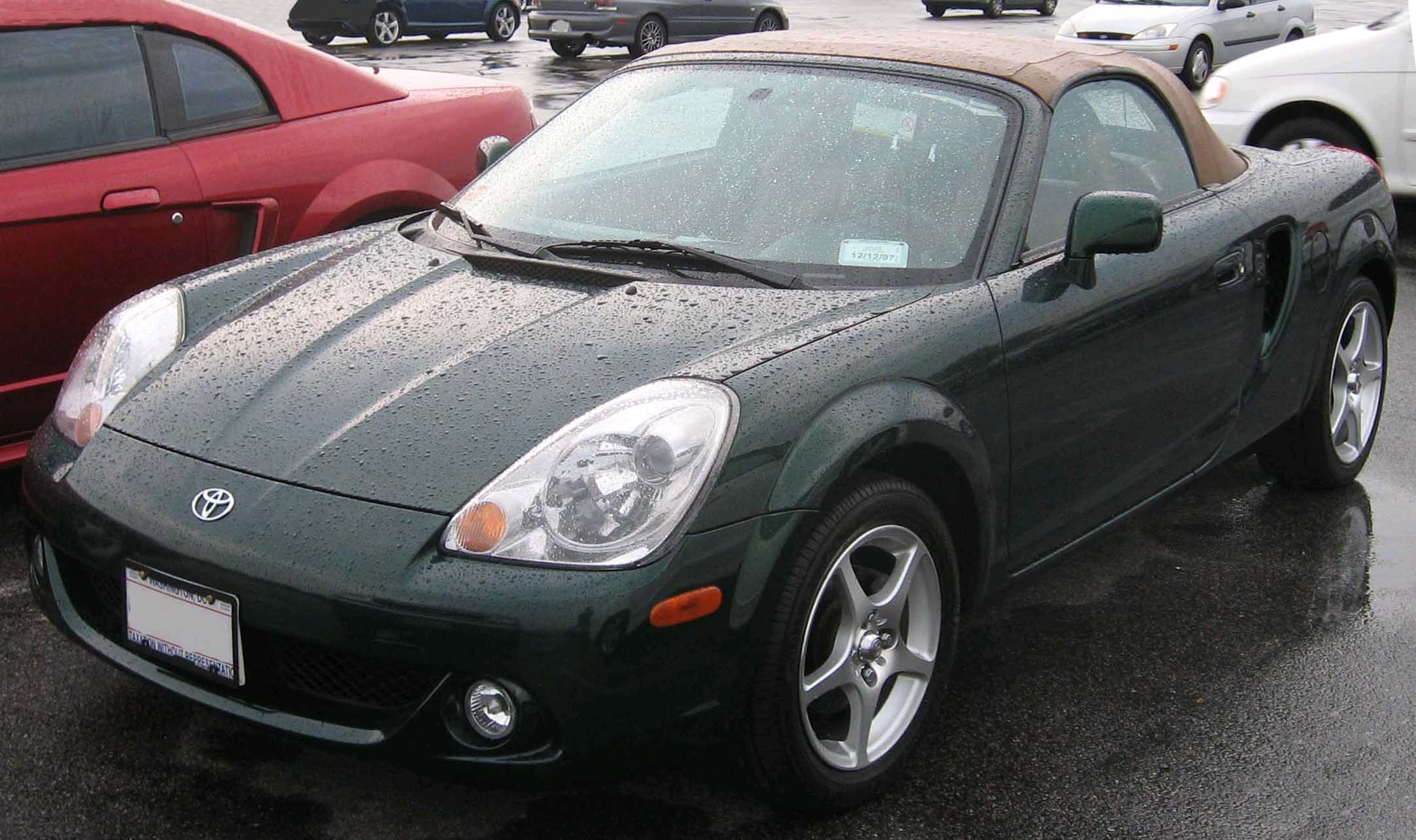
2003–2005 Toyota MR2 (US)

Apparition de la Toyota MR-S ou MR2 Spyder en Amérique (type châssis ZZW30). Motorisation 1,8 litre de 143 chevaux, 0 à 100 km/h en 7,9 s et une vitesse de pointe de 220 km/h (code moteur 1ZZ-FE).
Le MR mk3 a connu une révision en 2003, les modèles sont dits « face lift ». Les modifications portent sur tous les aspects : carrosserie (phares, feux, pare-chocs avant et arrière, prises d'air latérales, jantes 16" à l'arrière), mécanique (moteur de même puissance mais plus fiable, boite 6 vitesses, divers renforts de châssis) et intérieur (sièges, cerclages sur tableau de bord). Le modèle à boite séquentielle dispose d'un anti-patinage et contrôle de trajectoire non désactivable.
Il est à noter qu'en France, le team Experteam Compétition a homologué l'auto pour le rallye et couru la saison 2013 en Rhone-Alpes.

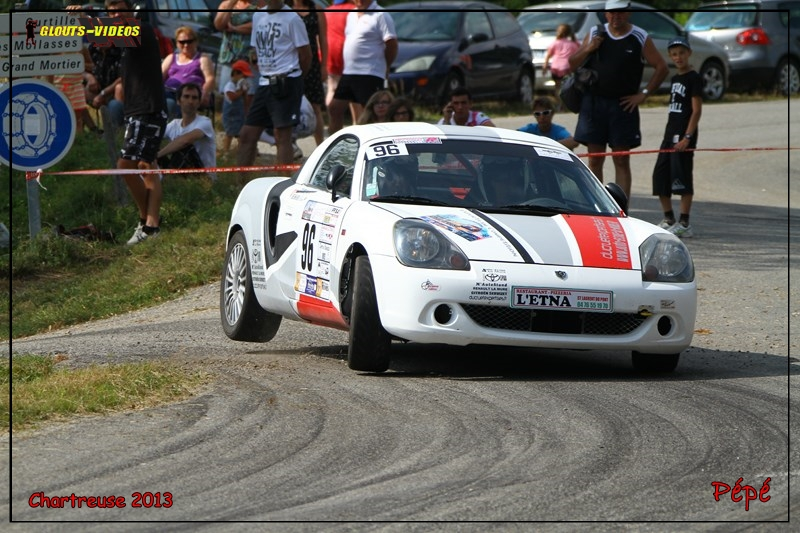